# Šang Lu
Šang Lu (čínsky pchin-jinem Shāng Lù, znaky zjednodušené 商辂, tradiční 商輅; 16. března 1414 – 17. srpna 1486), byl politik čínské říše Ming. Císař Ťing-tchaj ho na podzim 1449 jmenoval velkým sekretářem, roku 1457 ho nový císař Jing-cung poslal do výslužby. Po deseti letech ho císař Čcheng-chua povolal zpět do sekretariátu, přičemž od roku 1475 zastával pozici prvního velkého sekretáře. Po konfliktu s eunuchem Wang Č’em roku 1477 odešel ze státních služeb.

## Jméno
Šang Lu používal zdvořilostní jméno Chung-caj (čínsky pchin-jinem Hóngzài, znaky zjednodušené 弘载, tradiční 弘載) a pseudonym Su-tching (čínsky pchin-jinem sùtíng, znaky 素廷). Obdržel posmrtné jméno Wen-i (čínsky pchin-jinem Wényì, znaky 文毅, „Kultivovaný a rozhodný“).

## Život
Šang Lu se narodil 16. března 1414, pocházel z okresu Čchun-an z okolí města Chang-čou v provincii Če-ťiang. Studoval konfucianismus, úřednickými zkouškami prošel vynikajícím způsobem – byl první v provinčních (1435), metropolitních i palácových (obojí 1445) zkouškách, jako jediný učenec za tři staletí trvání říše Ming. Po zkouškách se stal členem akademie Chan-lin.
V září 1449 upadl císař Jing-cung do mongolského zajetí, novým císařem se stal Ťing-tchaj, který jmenoval i nové velké sekretáře: Šang Lua a Pcheng Š’a (nejlepšího v palácových zkouškách 1448). Ve funkci zůstal po celou dobu vlády Ťing-tchaje. Začátkem roku 1457, po převratu, kterým se k moci vrátil Jing-cung, jeden z vůdců nového režimu Š’ Cheng žádal odvolání dekretů minulého císaře za poslední rok. Šang Lu rozhodně odmítl, načež byl jako spojenec ministra Jü Čchiena, silného muže Ťing-tchajova režimu, odsouzen k smrti. Rozsudek však císař Jing-cung zrušil a nechal ho žít v rodném okrese jako obyčejného poddaného.
Po deseti letech, roku 1467, ho císař Čcheng-chua opět povolal do úřadu velkého sekretáře a po smrti kolegy Pcheng Š’a roku 1475 postoupil na jeho místo prvního velkého sekretáře. V čele velkých sekretářů stál pouze dva roky. Roku 1477 totiž společně s ministrem vojenství Siang Čungem zaútočil na eunucha Wang Č’a, stojícího v čele útvaru tajné policie zvaného Západní křídlo a viněného ze zneužívání pravomocí a zatýkání a mučení nevinných. Císař se postavil na stranu Wang Č’a a odvolal jeho kritiky, včetně Šang Lua.
Šang Lu byl obdivován pro své znalosti, stejně jako pro prostotu života, toleranci a rozhodnost. Respekt si získal zejména odvahou a rozhodností, které ho dvakrát stály postavení.
Zemřel 17. srpna 1486, za své zásluhy obdržel posmrtné jméno Wen-i, „Kultivovaný a rozhodný“.